# Nimfadenevér
A nimfadenevér (Myotis alcathoe) az emlősök (Mammalia) osztályának a denevérek (Chiroptera) rendjéhez, ezen belül a kis denevérek (Microchiroptera) alrendjéhez és a simaorrú denevérek (Vespertilionidae) családjához tartozó faj.
Csak 2001-ben fedezték fel.

## Előfordulása
Bizonyítottan előfordul Görögországban, Bulgáriában, hazánkban, Szlovákiában, Svájcban, Franciaországban és Spanyolországban. Pontos elterjedési területe ismeretlen. Kifejezetten erdőlakó faj. Hazánkban 300–700 m tengerszint feletti magasságú erdei élőhelyekről került elő. Az eddigi ismeretek alapján, tipikus élőhelyei a hűvösebb klímájú, nyirkos völgyek, ahol nyáron is állandó források, szivárgó vizek, kisebb vízfolyások vagy ember által alkotott tavacskák találhatók. Erdei élőhelyeken található barlangoknál tizenkét alkalommal észlelték.

## Magyarországi előfordulása
Hazai előfordulásának adatai jelenleg csak az Északi-középhegységre és a Bakonyra korlátozódnak. Az elmúlt néhány évben a Mátrában, a Bükk-vidéken, a Zempléni-hegységben, a Medves-fennsíkon és a Bakonyban sikerült hálózás segítségével a faj példányait azonosítani. A szórványos külföldi elterjedéséhez képest, hazánk északi, erdős hegyvidéki területein viszonylag gyakorinak számít. 2004. szeptember 6-án egy nimfadenevér példányt észlelt a bódvaszilasi Széki-zsomboly bejáratának közelében Boldogh Sándor.

## Megjelenése
Alkarhossza 3,1-3,6 cm, testtömege 4-8 g, hossza 3,5-4,7 cm. A nimfadenevér egy kistestű denevérfaj. Szőrzete vörösesbarna és a hasa barna, de a fiatalok szürkések. A füle rövid, és a belső oldalán sápadt. A szárnyai barnák.

## Életmódja
Nappal faodvakban tartózkodik, napnyugta után 30-60 perccel indulnak vadászatra - mint a többi kistestű denevérfaj. A faj apró méretétől adódóan, valószínűleg a vízhez kötődő rovarokat fogyaszt, melyeket röptükben kap el. A bajuszos és Brandt-denevérhez hasonlóan sokáig él. Valószínűleg az erdei bagolyfajok zsákmányolják.

### Szaporodása
A faj szaporodásáról keveset tudunk. A párzási időszak augusztus közepétől decemberig tart, ilyenkor nászbarlangoknál is előfordul. A többi denevérfajhoz hasonlóan a megtermékenyülése késik. Szülőkolóniáról eddig csupán egyetlen görögországi adat van, ahol 3 nőstényt és kölykeiket találtak egy platánfa odvában. Fiatal, röpképes állatokat a Bükk-vidéken június második felében több alkalommal hálóztak.